# Pleasant Hills, Pennsylvania
Pleasant Hills là một thị trấn thuộc quận Allegheny, tiểu bang Pennsylvania, Hoa Kỳ. Năm 2010, dân số của thị trấn này là 8268 người.